# Chiến tranh Kim–Tống (1206–1208)
Chiến tranh Kim-Tống (1206-1208) hay Khai Hi bắc phạt là một phần của cuộc chiến chiến tranh Tống - Kim, kéo dài 3 năm từ 1206 đến 1208, do triều Tống phát động, tấn công vào địa giới triều Kim, nhưng sau đó quân Kim giành lại thế chủ động và tổ chức phản công, uy hiếp mạnh mẽ vùng Lưỡng Hoài, cuối cùng buộc triều Tống ký hòa ước vào năm 1208.

## Sự chuẩn bị của triều Tống
Sau Long Hưng bắc phạt (1161 - 1164), Tống - Kim ký kết hòa nghị xưng chú cháu. Sau hòa nghị Long Hưng, hai nước tạm ngưng binh đao, duy trì hòa binh suốt hơn 40 năm. Cả hai nước Kim và Nam Tống bước vào thời kì cực thịnh. Ở Tống, vua Hiếu Tông (1162 - 1189) cải cách chính sự, dẹp trừ nạn tham ô hủ bại dưới thời Tống Cao Tông, triều Tống xuất hiện một thời kì thái bình, sử xưng Càn Thuần chi trị. Ở miền bắc, Kim Thế Tông (1161 - 1189) bắt tay vào công cuộc xây dựng đất nước, tín nhiệm hiền thần, bỏ việc gây hấn ở vùng biên, triều Kim cũng phát triển đến cực điểm, người trong nước tôn xưng Ung là Tiểu Nghiêu Thuấn.
Cuối thế kỉ XII đầu thế kỉ XIII, hai miền nam - bắc kết thúc thời thịnh trị và bắt đầu suy yếu. Năm 1189, Kim Thế Tông qua đời, năm sau Tống Hiếu Tông nhường ngôi cho con là Tống Quang Tông Triệu Đôn. Quang Tông đau ốm liên miên, trong cung lại có hoàng hậu Lý Phượng Nương chuyên quyền áp bức, li gián hai cung khiến tình cha con của hai vua triều Tống rạn nứt, cuối cùng Quang Tông bỏ cả việc chịu tang cho Hiếu Tống sau khi ông qua đời. Vì thế nên năm 1194, các đại thần phát động chính biến, buộc Quang Tông nhường ngôi cho Triệu Khoáng, tức Tống Ninh Tông (1194 - 1224). Những năm đầu thời Ninh Tông, gian thần Hàn Thác Trụ lật đổ tể tướng Triệu Nhữ Ngu, đoạt quyền triều cương, sát hại đại thần, bài xích Đạo học, quyền nghiêng trong ngoài, nắm giữ cả giang sơn triều Tống. Nước Kim lúc này cũng đã qua thời cực thịnh; triều chính rơi vào hủ bại. Kim Chương Tông (1189 - 1208) đẩy mạnh Hán hóa, mỗi lúc một xa rời với văn hóa Nữ Chân truyền thống khiến nhiều thế lực thủ cựu bất bình. Trong triều, Chương Tông nghi kị tông thân, trước sau đã sát hại ba vị hoàng thúc, lại sủng ái Nguyên phi Lý Sư Nhi, tín nhiệm ngoại thích Lý thị và bọn quyền thần làm lũng đoạn triều chính. Cộng thêm ở phía bắc Mông Cổ ngày một lớn mạnh, uy hiếp biên cương triều Kim. Chương Tông ba lần phái quân bắc phạt, tuy tiêu diệt được hai bộ tộc nhưng gián tiếp giúp cho tộc Mông Cổ loại bớt đối thủ, cuối cùng năm 1206, Thiết Mộc Chân thống nhất thảo nguyên xưng hãn và chuẩn bị chiến tranh với Kim.
Hàn Thác Trụ cầm quyền ở Tống, có ý thu phục Trung Nguyên để tăng thêm quyền lực cho mình. Vào năm 1203, sứ Tống Đặng Hữu Long đi sứ nước Kim trở về tấu rằng nước Kim suy yếu, vua Kim hôn dung nhu nhược bên ngoài có Mông Cổ quấy nhiễu vùng biên, trong nước dân tình khốn khổ, trong triều có sủng phi lộng thần nắm quyền, sẽ mau chóng mất nước. Hàn Thác Trụ nghe tin, rất vui mừng và tích cực chuẩn bị đánh Kim, khôi phục Trung Nguyên. Ngay mùa đông năm đó, Thác Trụ dùng Tham tri chính sự Trương Nham suất quân Hoài Đông, Đồng tri Xu mật viện Trình Tùng xuất quân Hoài Tây, Khâu Sùng giữ Minh châu, Tân Khí Tật cầm quân ở Chiết Đông, Lý Dịch làm Kinh Ngạc đô thống kiêm tri Tương Dương, bề ngoài nói là đề phòng giặc cướp gây hấn nhưng thực chất là chuẩn bị bắc phạt. Lại thêm có Tân Khí Tật, Trịnh Hữu Long phụ hòa vào, nên ý muốn bắc phạt của Thác Trụ càng mạnh.
Để bắt đầu việc bắc phạt, Thác Trụ đề nghị cho truy phong Nhạc Phi và Hàn Thế Trung. Trước đó vào thời Hiếu Tông, Hàn Thế Trung được truy phong làm Đan vương, Nhạc Phi chỉ được ban thụy Vũ Mục. Nay Thác Trụ cho lập miếu của Thế Trung, truy phong Nhạc Phi là Ngạc vương, Lưu Quang Thế là Phu vương (1204), lại truy đoạt quan tước của Tần Cối, cải thụy là Mậu Sửu (nghĩa là "xằng bậy"). Thác Trụ sai Hứa Cập Chi trấn giữ Kiến Khang, Phí Sĩ Dần giữ Hưng Nguyên nhưng cả hai không chịu liền bị bãi chức. Thác Trụ dùng Trương Hiếu Bá, Trương Nham làm Tham tri chính sự, Tiền Tượng Tổ đồng tri Xu mật viện sự. Vào tháng 12 ÂL năm 1204, Trần Tự Cường xin theo khuôn khổ thời Tống Hiếu Tông, lập ti Quốc dụng để kiểm soát tài chính. Ninh Tông nghe theo, dùng Trần Tự Cường, Phí Sĩ Dần, Trương Nham đứng đầu ti này. Hộ bộ thượng thư Lý Đại Tín dâng thư can gián nên bị Hàn Thác Trụ điều ra phủ Bình Giang. Ba kẻ kia nắm được ti Quốc dụng và ra sức vơ vét tiền của nhân dân khiến châu quận tao động. Thác Trụ tiếp tục cho đào sông, mở đường, chế tạo vũ khí, rèn luyện quân đội... chuẩn bị tiến lên miền bắc.

## Nước Tống ra quân
Năm 1205, Ninh Tông cải nguyên là Khai Hi. Có Võ học sinh Hoa Nhạc dâng thư xin chém đầu hai tên gây hấn Hàn Thác Trụ, Tô Sư Đán, liền bị đày ra phủ Kiến Ninh. Ở miền bắc, Kim Chương Tông cho triệu triều thần đến bàn về việc triều Tống điều động quân mã. Hoàn Nhan Khuông nói:
Khôi phục Trung Nghĩa bảo tiệp quân, gia tăng quân số, cải nguyên Khai Hi, tất là Tống có ý muốn lấy Trung Nguyên.
Vua Kim nghe theo, liền sai Bộc Tán Quỹ làm Hà Nam tuyên phủ sứ, đưa quân đến Biện Kinh phòng ngự triều Tống. Lúc này Hàn Thác Trụ đã được tiến phong Bình chương quân quốc trọng sự, ba ngày lên triều một lần. Triều đình lại dùng Khâu Sùng làm Giang Hoài tuyên phủ sứ, Trình Tùng làm Tứ Xuyên tuyên phủ sứ, Ngô Hi làm phó sứ, Tân Khí Tật làm Lưỡng Chiết An phủ sứ, Quách Nghê làm Trấn Giang đô thống, tri Dương châu, lấy Hoàng Phủ Bân làm tri phủ Tương Dương, thất lộ chiêu thảo phó sứ, Quách Nghê làm Tri phủ Dương châu kiêm Sơn Đông, Kinh Đông chiêu phủ sứ, Tô Sư Đán làm An Viễn quân tiết độ sứ, Cáp Môn sự, Tiết Thúc Tự là Kinh Hồ tuyên phủ sứ, Đặng Hữu Long Lưỡng Hoài tuyên phủ sứ....lệnh các nơi gia tăng quân số. Lúc Bộc Tán Quỹ đưa quân tới Biện đã sai sứ trách cứ triều Tống về việc phản bội minh ước Long Hưng trước kia, Tống triều trả lời rằng tăng quân để đề phòng giặc cướp, Bộc Tán Quỹ mới thượng tấu xin tạm bãi Hà Nam tuyên phủ ti, sau đó đổi Ngô Hi làm Thiểm Tây, Hà Đông tuyên phủ sứ, Hoàng Phủ Bân làm phó.
Nghe tin triều Tống động binh, vua Kim hỏi ý quần thần, Hoàn Nhan Khuông và Ngột Thạch Liệt Tử Nhân nói triều Tống bội ước, không thể tin tưởng được, Kim vẫn giữ quân ở Biện nhưng lại án binh bất động. Quân Tống bắt đầu tấn công vào Hà Bắc, giành thắng lợi một số trận. Vào đầu năm 1206, Trần Cảnh Tuấn đi sứ nước Kim chúc mừng Chánh đán. Kim Chương Tông vốn không có ý dùng binh nên bảo Cảnh Tuấn:
Đầu những năm Đại Định, Thế Tông cho Tống làm nước cháu, trẫm tới nay vẫn luôn ghi nhớ. Hiện nay nước ngươi nhiều lần xâm phạm biên cảnh, trẫm mới phái đại thần tuyên phủ Hà Nam thì Tống nói là công đánh bọn Di địch, trẫm liền bãi tuyên phủ ti. Quần thần nhiều lần dâng thư xin đề phòng, trẫm nghĩ tình hòa hảo lâu năm, cho rằng Đại Tống hoàng đế là cháu có việc chưa rõ nên tạm thời chưa hỏi đến. Khanh về nước, nói lại những lời này.
Cảnh Tuấn về báo với Trần Tự Cường. Tự Cường giấu việc không nói, và tiếp tục tuyển binh. Lúc sứ Kim là Triệu Chi Kiệt đến Tống, Hàn Thác Trụ lệnh Lễ tán quan thách đấu bằng cách xúc phạm vua Kim, Chi Kiệt tức giận vào triều hỏi nguyên do. Chu Chất nói sứ Kim vô lễ phải chém, Ninh Tông không nghe và cho Chi Kiệt trở về. Chi Kiệt giận dữ bỏ về nước. Tiền Tượng Tổ dâng sớ nói lúc này chưa nên dùng binh với Kim, Thác Trụ không nghe và bãi chức Tượng Tổ, sau đó dùng Ngô Hi làm Thiểm Tây, Hà Đông chiêu phủ sứ, Quách Nghê làm Sơn Đông, Kinh, Lạc chiêu phủ sứ, Triệu Thuần kiêm chức Kinh Tây Bắc lộ chiêu phủ sứ. Quân Tống khởi đầu thuận lợi, tháng 4 năm 1206, Trần Hiếu Khánh thu phục Tứ châu, Hồng huyện, phá tan quân Kim ở Linh Bích; Hứa Tiến lấy lại huyện Tân Tức, Tôn Thành khôi phục huyện Bao Tín. Hàn Thác Trụ vui mừng, thúc giục chư tướng tiến binh, sai Trực học sĩ Lý Bích thảo chiếu phạt Kim vào tháng 5 ÂL năm 1206. Chiếu viết
Đạo trời vốn sẵn đẹp, Trung Quốc tất phải giữ cái lý của mình, lại được lòng người quy thuận, quyết báo cựu thù. Bọn Rợ ngu xuẩn kia dựa vào minh ước mà sinh sát trăm họ, tham lam vơ vét. Điều đó ta không muốn nhưng chúng cho là đúng. Chúng đã đưa quân cướp sách, đốt sạch khác nào bầy dã thú. Nay kẻ có tội phải bị trừng phạt; ta sẽ ra quân với thế lực hùng mạnh để giành lại quyền lợi cho trăm họ. Xa gần được tin thảy đều xúc động. Quân dân phải nhớ đến nỗi nhục của tổ tông, gắng sức lập công, không được bỏ lỡ cơ hội này.
Vua Kim dùng Bộc Tán Quỹ làm Tả phó nguyên soái, Hoàn Nhan Khuông làm Hữu phó nguyên soái cùng các tướng trấn giữ các vùng hiểm yếu. Quách Nghê sai Quách Trác, Lý Nhữ Dực tiến đánh Túc châu nhưng bị người Kim đánh bật ra, phải lui về Kì châu. Hoàng Phủ Bân công đánh Đường châu cũng bị tướng Kim Ô Khắc Tốn Ngạc Truân đánh bại. Lý Sảng công đánh Thọ châu, thứ sử Đồ Đan Hi kiên quyết tử thủ, quân Tống không thắng nổi, sau đó thì Đồ Đan Hi được quân cứu viện đã tổ chức phản công đánh tan quân Tống. Vương Đại Tiết đánh Thái châu, Thích Xuân đánh Bi châu đều bị tan tác. Lúc này Ngô Hi ở đất Thục lại mưu phản, sai người đến nước Kim đầu hàng, cầu phong, tình nguyện dâng bốn châu ở Thiểm Tây là Giới, Thành, Hòa, Phượng. Vua Kim lúc này ý quyết xuất binh. Về phần Hàn Thác Trụ thấy quân Tống liên tục thua trận thì lo lắng, đến tháng 6 ÂL bèn bãi chức Đặng Hữu Long, lấy Khâu Sùng làm Lưỡng Hoài tuyên phủ sứ, đóng ở Dương châu. Thác Trụ lại hối hận vì đã dùng binh, cứ oán hận Tô Sư Đán đề nghị bậy bạ nên theo lời Lý Bích mà bãi chức Sư Đán, tịch thu gia sản, an trí ở Thiều châu; lấy Trương Nham làm tri Xu mật viện sự, Lý Bích làm Tham tri chính sự. Tháng 8 ÂL năm đó, triều đình trị tội các tướng bại trận, trong đó Quách Trác bị chém đầu ở Kinh Khẩu, Lý Nhữ Dực, Vương Đại Tiết, Lý Sảng bị đày ra Lĩnh Nam.

## Quân Kim phản công

### Chiến sự ở Lưỡng Hoài
Tháng 11 ÂL năm 1206, Bộc Tán Quỹ phân quân thành chín lộ đánh xuống phía nam. Đích thân Bộc Tán Quỹ đem ba vạn quân xuất phát từ Dĩnh, Thọ, Hoàn Nhan Khuông với 25000 quân xuất phát từ Đường, Đặng; Ngột Thạch Liệt Tử Nhân đem 30000 quân từ Qua Khẩu, Hồ Sa Hổ đem 20000 quân Sơn Đông xuất phát từ cửa Thanh Hà, Hoàn Nhan Sung với 10000 quân Quan Trung xuất phát từ Trần Thường, 10000 Kì, Lũng quân của Bồ Sát Trinh xuất phát từ Thành Kỉ, Hoàn Nhan Cương đem 10000 quân Hán, Phàn xuất phát từ Lâm Đàm, Thạch Mạ Trọng Ôn đem 5000 quân Lũng Hữu xuất phát từ Diêm Xuyên. Hoàn Nhan Lân đem 5000 quân xuất phát từ Lai Viễn. Hàn Thác Trụ thất kinh, vội điều Khâu Sùng giữ chức Thiêm thư Xu mật viện sự, đốc binh mã Giang Hoài để chống Kim. Có người khuyên Khâu Sùng bỏ Hoài, giữ Giang. Khâu Sùng nói
Nếu bỏ Hoài thì địch sẽ áp sát Giang. Ngang nhiên dâng hiểm địa Trường Giang cho địch thì đại sự còn gì nữa. Ta chỉ còn biết sống chết với Hoài Nam, không còn cách nào.
Trong khi đó người Kim liên tục tiến công. Hồ Sa Hổ nhanh chóng vượt sông Hoài qua ngả Thanh Hà Khẩu tiến vào đất Tống, vây khốn Sở châu, Hoàn Nhan Khuông phá Tảo Dương quân và vây khốn Quang Hóa, Giang Lăng phó đô thống Ngụy Hữu Lượng phải bỏ chạy. Bộc Tán Quỹ cũng đã vượt Hoài, các tướng Hà Nhữ Lệ, Diêu Công Tá bỏ thành mà chạy. Quân Kim nhanh chóng đoạt Dĩnh Khẩu, hạ An Phong quân và huyện Hoắc Khâu, đánh sang Hợp Phì, Ngột Thạch Liệt Tử Nhân phá Trừ châu, cả Giang Hoài rúng động. Triệu Thuần cho đốt Phàn Thành rồi lui quân về phía nam. Cánh quân của Hoàn Nhan Khuông tấn công Tín Dương, Tương Dương, Tùy châu và phủ Đức An, cả Giang Hoài rúng động. Thái hoàng thái hậu Tạ thị phải xuất hơn triệu quan tiền khao tướng sĩ chư lộ để khích lệ. Khi đó Quách Nghê đưa quân cứu Chân châu nhưng thất bại, quân tan rã; phó tướng Tất Tái Ngộ đưa quân đến Lục Hợp chống cự. Tử Nhân thúc quân đánh tiếp, Tái Ngộ dùng phục binh ở Nam Môn, thân cầm quân cung nỏ án trên mặt thành chờ giặc tới. Khi quân Kim tiến sát chân thành, Tái Ngộ cho quân nhất tề bắn tên xuống khiến quân Kim thương vong rất nhiều, lại thêm quân mai phục từ hai bên xông ra kẹp đánh khiến giặc Kim tan rã. Hôm sau, Tử Nhân lại đánh thành, mà tên của Tống đã gần hết, Tái Ngộ dùng kế lấy tên của địch để đánh địch, liền cho vác cờ lớn quanh thành, quân Kim cứ chăm chắm bắn vào, thế là đã dâng vô số mũi tên cho quân Tống. Quân Tống lấy tên đó bắn lại, quân của Tử Nhân thua trận liên tục.
Bộc Tán Quỹ thấy không thể đánh nhanh thắng nhanh nên sinh ra mệt mỏi, lại thêm tình hình Thiểm Tây bất lợi bèn nảy ra ý giảng hòa, mới sai Hàn Nguyên Tĩnh (cháu năm đời của Ngụy Trung Hiến vương Hàn Kì) sang trại quân Tống bàn định nghị hòa, đe dọa sẽ san phẳng phần mộ tông tộc Hàn thị ở Tương châu. Hàn Nguyên Tĩnh sang Tống báo với Khâu Sùng ý định nghị hòa của người Kim. Khâu Sùng cũng sai Lưu Tá đến gặp Bộc Tán Quỹ yêu cầu văn thư nghị hòa và các điều khoản. Bộc Tán Quỹ muốn triều Tống xưng thần, cắt đất, nộp đầu kẻ gây sự, Khâu Sùng trả lời bọn Tô Sư Đán đã bị cách chức, Bộc Tán Quỹ nói
Hàn Thác Trụ nếu không muốn dùng binh thì Tô Sư Đán có dám gây sự không. Rõ ràng các vị đang lừa ta.
Rồi sai Vương Văn về báo. Khâu Sùng sai sứ sang trại Kim, hứa trả lại Hoài Bắc và tiền triều cống trong năm. Về phần Bộc Tán Quỹ cũng cảm thấy thủy thổ Giang Nam không thích hợp, muốn dưỡng quân, nên tạm đồng ý lui quân về Hạ Thái.

### Tình hình ở bốn châu Thiểm Tây
Hàn Thác Trụ thấy người Kim muốn có thủ cấp của mình thì rất lo sợ liền sai đốc thúc Ngô Hi tiếp tục ra quân nhằm giành lại ưu thế cho hòa nghị về sau. Nhưng người Kim lại sai Diêu Nguyên Thần đến dụ Ngô Hi làm phản, hứa phong Hi làm Thục vương, nên Hi lệnh bộ tướng Vương Hỉ phải lui quân. Vào năm 1207, tướng Kim Bồ Sát Trinh tấn công vào Hòa châu và Đại Tản quan, Ngô Hi không đánh tự lui và còn nộp sổ sách cho người Kim. Tướng Hoàn Nhan Cương được lệnh Kim Chương Tông đến Thục sách phong Ngô Hi làm Thục vương. Hi lui quân về Hưng châu, loan tin Lâm An thất thủ, xa giá đã rời đến Tứ Minh để lung lạc tướng sĩ. Bộ tướng Vương Dực, Vương Quỹ Chi nói
Chưa có tin miền đông nam thất thủ, đại nhân tại sao ăn nói vô cớ như vậy. Mà dù cho miền đông nam có nguy cấp thật cũng phải tận trung báo quốc, nếu không thì coi như đã vứt bỏ lòng trung liệt hơn 80 năm nay của dòng họ.
Hi không nghe. Tháng 11 ÂL năm 1206, Hi lại sai dâng bản đồ đất Thục và bốn châu Thiểm Tây Giới, Thành, Hòa, Phượng cho Kim rồi sai gửi thư cho Trình Tùng đang ở Hưng Nguyên, đại ý nói người Kim muốn lấy hết Thiểm Tây, bảo Tùng xem giữ được nơi nào thì giữ, còn giữ không được thì dâng cho họ đi. Trình Tùng kinh hoàng, nhưng vì lúc đó quân Kim kéo tới, Tùng phải chạy về hướng tây, xuôi dòng đến Trùng Khánh, sai người cầu viện Hi, xin Ngô Hi thương tình cung cấp cho tiền bạc để sắm sửa thuyền bè chạy trốn, sau đó chạy về nam.
Đầu năm 1207, Khâu Sùng sai người về triều báo về đòi hỏi giết kẻ chủ mưu của Bộc Tán Quỹ. Hàn Thác Trụ giận quá liền bãi chức tuyên phủ sứ của Khâu Sùng, dùng Trương Nham lên thay, lại định phong Ngô Hi làm Thục vương nhưng không ngờ Hi đã hàng Kim. Trong lúc đó quân Kim lại chuẩn bị đánh tiếp, đã phá Giai châu, đánh Tương Dương. Ở đất Thục, tên bán nước Ngô Hi đã lệnh bộ tướng Lợi Cát đưa quân Kim vào Thiểm, lại dâng bản đồ của bốn châu, lấy Tiền Sơn làm giới hạn. Hi lấy Hưng châu là hành cung, đổi niên hiệu, sắp đặt trăm quan y hệt như một tiểu triều đình. Hi lại chia 10 vạn quân của mình ra 10 đội, đặt thống soái, cho Lộc Kì, Phòng Đại Huân giữ Vạn châu, ngầm hẹn với người Kim cùng giáp công vào Tương Dương, dùng Tùy quân chuyển vận sứ An Bính làm Thừa tướng trưởng sử. Nhưng An Bính lại là một trung thần, không chịu được sự gian trá phản chủ của Hi, nên tìm cách chống lại. Triều đình lúc này cử Dương Phụ đến làm Tứ Xuyên chế trí sứ thay cho Trình Tùng cũng bị Ngô Hi đuổi đi.
Lúc này ở mặt trận Giang Hoài quân Tống dần lấy lại ưu thế. Mùa xuân năm 1207, Bộc Tán Quỹ bị bệnh rồi chết, các cánh quân do Hoàn Nhan Khuông chỉ huy do không hợp thủy thổ nên dịch bệnh bùng phát phải lui về Biện Kinh. Về đất Thục, An Bính đã liên kết được với Tưởng Cự Nguyện, Lý Hảo Nghĩa, Dương Quân Ngọc, Lý Khôn Thần... tổng cộng 18 người cùng nhau hợp sức diệt nghịch tặc. Nhân đêm tối, Hảo Nghĩa dẫn người xông vào ngụy cung, giết chết Ngô Hi, rồi tôn An Bính là Quyền Tứ Xuyên tuyên phủ sứ, chở thủ cấp của Hi cùng những ấn tín sắc phong của người Kim về triều. Ninh Tông hạ lệnh dâng cúng thủ cấp Ngô Hi ở thái miếu rồi bêu ngoài chợ ba ngày, lại đoạt quan tước của phụ thân Hi là Ngô Định, giết vợ con của Hi, dời con cháu Ngô Lân ra đất Thục, Lân vẫn được thờ trong miếu, riêng con cháu Ngô Giới được miễn truy xét, phía tây đã yên ổn trở lại. Tháng 3 ÂL năm đó, triều đình cho chém ngụy Tứ Xuyên đô chuyển vận sứ Từ Cảnh Vọng ở Lợi châu, lấy Dương Phụ, An Bính làm Tứ Xuyên tuyên phủ sứ và phó sứ, Hứa Dịch làm tuyên dụ sứ. Ngày 7 tháng 3 An Bính xuất quân đoạt Đại Tản quan, thu phục lại bốn châu Tứ Xuyên vừa bị Ngô Hi dâng cho Kim.

## Hòa ước Gia Định
Hàn Thác Trụ lúc này đã quyết định sai Tiêu Sơn thừa Phương Tín Nhụ đi sứ nước Kim bàn việc nghị hòa. Lúc đó Ngột Thạch Liệt Tử Nhân đòi thủ cấp kẻ gây sự nhưng Tín Nhụ không trả lời, liền bị bắt giữ. Tín Nhụ vẫn tỏ ra bất khuất, Ngột Thạch Liệt Tử Nhân không làm gì được, đành cho đưa Tín Nhụ đến Biện gặp tể tướng nước Kim Hoàn Nhan Tông Hạo. Hoàn Nhan Tông Hạo yêu cầu triều Tống xưng thần cắt đất và nộp đầu kẻ chủ mưu. Tín Nhụ vẫn không chịu, Tông Hạo không biết làm gì nên sai Tín Nhụ về nước, tâu lên và quyết xem nên hòa hay chiến. Triều đình được tin, lại cử Lâm Củng Thần làm thông tạ sứ, cùng Tín Nhụ sang Kim lần nữa, cầm theo 100 vạn tiền thông tạ. Hoàn Nhan Sùng Hạo mắng nhiếc và quyết liệt đòi triều Tống chấp hành các điều khoản đã nêu. Phương Tín Nhụ nói
Thuế không thể tăng, có thể lấy tiền thông tạ bù vào. Lúc này quý quốc cứ được đằng chân lên đằng đầu thì ngoại thần đây chỉ biết lấy cái chết báo quốc.
Giữa lúc hai bên đang tranh luận thì quân của An Bính đã lấy lại được Đại Tản quan, Hoàn Nhan Tông Hạo đành cho Tín Nhụ được cầm phúc thư quay về, trong thư yêu cầu Tống triều xưng thần, giữ nguyên biên giới Hoài Hà; hoặc nếu vẫn muốn làm nước cháu thì phải cắt Lưỡng Hoài lấy Trường Giang làm ranh giới, đồng thời nộp đầy kẻ gây sự, tăng thuế năm vạn, một ngàn vạn tiền khao quân sĩ. Phương Tín Nhụ vào yết kiến, báo việc người Kim muốn có thủ cấp của Hàn Thác Trụ khiến Thác Trụ nổi nóng, bãi quan của Tín Nhụ, lại dùng Triệu Thuần làm Tuyên Hoài chế trí sứ thay Trương Nham trấn giữ Giang Hoài vào tháng 9 ÂL, chuẩn bị bắc phạt một lần nữa. Trăm họ trước đây vì việc bắc phạt của Thác Trụ đã phải chịu rất nhiều khổ cực, đến đây nghe Thác Trụ lại muốn dùng binh thì trong ngoài đều oán hận. Lễ bộ thị lang Sử Di Viễn là con của Sử Hạo mật tấu xin Ninh Tông trừ bỏ kẻ gian ác. Lại thêm Dương hậu ở trong cung cũng rất oán Thác Trụ, bèn sai hoàng tử Vinh vương Nghiêm dâng sớ đàn hặc Thác Trụ. Ninh Tông không đáp, nhưng Dương hậu vẫn ra sức thêm dầu vào lửa, Ninh Tông vẫn chưa dám xử lý vì quyền lực của Thác Trụ quá lớn. Dương hậu xin Ninh Tông giao việc này cho anh mình là Dương Thứ Sơn cùng các quần thần thân tín, Ninh Tông mới bằng lòng. Lúc đó Tiền Tượng Tổ bị Thác Trụ bãi chức, Dương Thứ Sơn và Sử Di Viễn bàn mưu triệu Tượng Tổ về kinh. Lại liên kết với Lễ bộ thượng thư Vệ Kinh, trứ tác lang Vương Cư Lang, Hữu tư lang Trương Từ, Tham tri chính sự Lý Bích. Ngày 3 tháng 11 năm 1207, các đại thần này bí mật cho quân mai phục ở cầu Lục Bộ, chờ đến lúc Thác Trụ trên đường vào triều thì mai phục giết chết sau đó vào triều tâu với Ninh Tông. Ninh Tông vẫn không tin, đến khi xác nhận sự việc là đúng, Ninh Tông mới dám hạ chiếu bố cáo tội ác của Thác Trụ, lại bãi chức Hữu thừa tướng của Trần Tự Cường đày ra Vĩnh châu, dời Tô Sư Đán đến Thiều châu rồi giết chết, Đặng Hữu Long bị biếm ra Viễn châu, Quách Nghê, Quách Soạn bị đưa đến đến Mai châu và Liên châu, đày gia thuộc của Thác Trụ ra biên cương. Nhiều đại thần như Trương Nham, Hứa Cập Chi, Diệp Thích, Hoàng Phủ Bân, Trình Tùng... có quan hệ với Thác Trụ đều bị mất chức. Lại phục chức cho Khâu Sùng, ít lâu sau lấy Tiền Tượng Tổ làm tả thừa tướng, kiêm Xu mật sứ, Vệ Kính và Lôi Hiếu Hữu làm Tham tri chính sự, Lâm Đại Trung Thiêm thư xu mật viện sự, Sử Di Viễn Đồng tri xu mật viện sự rồi Xu mật sứ, đồng thời phục hồi quan tước cho Tần Cối.
Đầu năm 1208, Ninh Tông hạ chiếu cải nguyên là Gia Định và quyết kế nghị hòa với Kim. Vương Nam được cử đi sứ, đề nghị theo cố sự những năm Tĩnh Khang, xưng nước bác nước cháu, tăng tiền thuế lên 30 vạn, 300 vạn tiền khao quân sĩ và hứa nộp đầu bọn Tô Sư Đán. Hoàn Nhan Khuông giao thư của Vua Kim cho Vương Nam đưa về nam, trong thư vẫn đòi thủ cấp của Thác Trụ. Đúng lúc đó, Tiền Tượng Tổ sai người đến Kim báo việc Xá Trụ đã bị giết, Hoàn Nhan Khuông bèn lệnh Vương Nam về nước đem thủ cấp Thác Trụ đến. Ninh Tông triệu bách quan đến bàn rồi đồng ý nộp đầu Thác Trụ, sai Lâm An phủ mở quan tài, cắt lấy thủ cấp đem kiêu của Lưỡng Hoài rồi lại chặt đầu Tô Sư Đán, gói hết lại đưa sang Kim, lại biếm Trần Tự Cường ra tận Lôi châu.
Tháng 5 ÂL, Vương Nam đem theo hai thủ cấp sang Kim, và tiếp tục bàn việc hòa nghị. Ngày Đinh Mùi, Kim Chương Tông ngự ở Ứng Thiên Môn, cho dựng sào treo thủ cấp Hàn Thác Trụ, Tô Sư Đán để chúng đại thần xem rồi cất vào ngục, sau lệnh Hoàn Nhan Khuông bãi binh về triều, trả lại các đất đã chiếm. Vương Nam ký vào bản hòa ước Gia Định có nội dung cơ bản gồm các khoản
1. Giữ nguyên biên giới như trước (Hoài Hà), hai bên từ nước chú (Kim) và nước cháu (Tống) đổi thành nước bác (Kim) và nước cháu (Tống), tuy vẫn được xưng là Đại Tống Hoàng Đế với Kim, vẫn bình đẳng về ngoại giao và tước vị (xưng Hoàng Đế, không phải xưng thần) nhưng Tống Đế phải gọi Kim Đế là bá phụ, tức tăng thêm 1 bậc từ chú thành bác
2. Tiền triều cống mỗi năm 300.000 lạng bạc, 300.000 tấm lụa
3. Tống phải nộp tiền khao quân vàng bạc mỗi loại 3.000.000 lạng

## Đánh giá
Cuộc chiến này bị các sử gia triều Tống xem là một nỗi nhục cho quốc thể và đổ hết tội lỗi cho Hàn Thác Trụ. Thực lực của hai nước lúc này là ngang nhau, Tống mạnh ngang ngửa với Kim, nhưng quân Tống ra quân thiếu sự chuẩn bị kĩ lưỡng, thiếu cả sự phối hợp, nên tuy Tống thắng được vài trận đầu nhưng khi quân Kim trấn tĩnh trở lại đã lập tức phản công mạnh mẽ, tiến vào đất Tống. Lại thêm Ngô Hi ở Thiểm Tây làm phản nên tình thế của quân Tống rơi vào bất lợi. Nhưng triều Tống đã nhanh chóng dẹp được phản loạn ở Thiểm, Thục; giữ vững thế phòng ngự ở Lưỡng Hoài. Triều Kim thấy khó lòng vượt sông nên nảy ý buộc triều Tống giảng hòa, còn các tướng Tống cũng đa số ngại đối đầu lâu dài với Kim nên cũng chủ trương hòa nghị, cuối cùng cuộc chiến kết thúc với bản hòa ước Gia Định.
Kết quả trận chiến này không ảnh hưởng nhiều đến cục diện giữa hai nước. Quân Kim tuy giành ưu thế song chỉ có thể buộc triều Tống tăng tiền cống nạp, không được lợi về đất đai. Mười năm sau, Kim Tuyên Tông bị Mông Cổ xâm lược phải dời đô về Biện, sau đó thì quyết định đưa quân tiến xuống phía nam thì cuộc chiến giữa hai miền lại nổ ra một lần nữa.